# Damac Club
El Damac Club (en árabe: نادي ضمك‎) es un club deportivo de Arabia Saudita, de la ciudad de Khamis Mushait. Fue fundado en 1972 y juega en la Liga Profesional Saudí.
El nombre del club es inspirado en el Monte Damac, localizado en la ciudad de Khamis Mushait.

## Historia
El Damac Club tuvo su fundación en el año 1972, en la ciudad de Khamis Mushait y su registro oficial fue concluido en el mismo año. Su primer presidente fue Abdulaziz bin Saeed Mushait.
Fueron campeones de la tercera división saudi en 1979/80 - ganaron el partido final ante el Okaz, en 1989/90, y en 2015/16, al ganar la final ante el Nojoom.

## Jugadores

### Plantilla
- Actualizado al 16 de Septiembre de 2024

## Entrenadores
- Mohamed Kouki (mayo de 2018–octubre de 2019)[6]
- Noureddine Zekri (octubre de 2019–enero de 2021)[6][7]
- Krešimir Režić (enero de 2021–marzo de 2023)[8][9]
- Cosmin Contra (marzo de 2023–diciembre de 2024)[10][11]
- Nuno Almeida (diciembre de 2024–marzo de 2025)
- Khaled Al-Atwi (marzo de 2025–junio de 2025)
- Armando Evangelista (junio de 2025–)